# Grete Walter
Grete Walter eller Grete Ingeborg Walter (født 8. juni 1917, død 15. marts 1996) var en dansk skuespillerinde og komponist. Hun var oprindelig navngivet Andersen, men fik sit kendte efternavn via ægteskabet med Claus Walter, der var skuespiller og programsekretær på Danmarks Radio.

## Karriere
Grete Walter begyndte som elev på Det Ny Teater i København og optrådte efterfølgende på flere scener i hovedstaden, hvor hun indimellem fik større roller, blandt andet som "Prins Orlofsky" i stykket Flagermusen på Nørrebro Teater i 1946. I 1943 var hun blevet gift med Claus Walter, der ligeledes arbejdede inden for underholdningsbranchen, og i starten af 1950'erne spillede de revy sammen på forlystelsesstedet Ambassadeur i Aalborg. I 1953 skrev og indspillede de i fællesskab nytårssangen "Tak for alt i det gamle år" med Grete Walter som komponisten og ægtemanden som tekstforfatteren.
I midten af 1960'erne begyndte ægteparret at optræde i radioens underholdningsafdeling, og forinden havde Grete Walter medvirket i kabareten Den Hvide Hest (af Knud Pheiffer) og i Tivolis kabaret "La Blonde". I begyndelsen af 1970'erne spillede hun "Fru Lassen" i Nørrebro Teaters (dengang Det Ny Scala) opsætning af Livsens Ondskab, men trak sig efter sin mands død i 1974 gradvist tilbage fra underholdningsbranchen. Den sidste del af sit liv, dannede hun par med chefkorrektør Flemming Gunnersen.

## Som medvirkende i revyer
- Hornbækrevyen (1957)
- Nykøbing F. Revyen (1956)
- Cirkusrevyen (1941)

## Som medvirkende i film
- Den usynlige hær (1945) i rollen som en dame på café